# Ziarnojadek rdzaworzytny
Ziarnojadek rdzaworzytny (Sporophila hypochroma) – gatunek małego ptaka z rodziny tanagrowatych (Thraupidae). Jeden z mniej poznanych gatunków ziarnojadków występujący w środkowej Ameryce Południowej. Jest gatunkiem bliskim zagrożenia.

## Systematyka
Gatunek ten jako pierwszy opisał Walter Edmond Clyde Todd w 1915 roku. Holotyp pochodził z Buena Vista w departamencie Santa Cruz w Boliwii. Gatunek monotypowy.

## Morfologia
Mały ptak o niewielkim, zaokrąglonym dziobie koloru czarno-szarego u samców i brązowo-czarnego u samic. Samce mają szarą głowę do linii oka, plecy, ogon i nogi. Skrzydła są szaro czarne z niewielką białą plamką na środku. Gardło, pierś, brzuch, podbrzusze i kuper w kolorze rdzawym. Tęczówki ciemnobrązowe z szarymi powiekami. Samica jest piaskowo-brązowa, z nieco jaśniejszym brzuchem i czarniawymi skrzydłami, z brązowymi obrzeżami lotek. Skrzydła ciemnooliwkowe z białą plamką na środku. Gatunek może być mylony z ziarnojadkiem płowym, do którego jest bardzo podobny i zasiedla pokrywające się częściowo tereny. Młode osobniki są podobne do samic. Długość ciała 10 cm, masa ciała 9,7 g.

## Zasięg występowania
Ziarnojadek rdzaworzytny występuje na wysokości do 1100 m n.p.m. Występuje w departamentach Beni, Santa Cruz i La Paz w Boliwii, stanach Mato Grosso do Sul i Goiás w Brazylii, prowincjach Buenos Aires, Chaco, Corrientes, Entre Ríos i Formosa w Argentynie, departamentach Artigas i Paysandú w Urugwaju oraz we wschodnim i południowo-wschodnim Paragwaju. Rozmnaża się na terenach Argentyny, Boliwii, Paragwaju i Urugwaju. Jest gatunkiem w większości migrującym, chociaż populacja zamieszkująca tereny Boliwii prawdopodobnie nie migruje.

## Ekologia
Jego głównym habitatem są otwarte przestrzenie z wysokimi trawami w pobliżu bagien i mokradeł. Żywi się głównie ziarnami traw, które wyjada bezpośrednio z kłosów. Sezon lęgowy trwa od grudnia do lutego. Poza sezonem lęgowym spotykany jest w stadach z innymi ziarnojadkami.

## Status i ochrona
W Czerwonej księdze gatunków zagrożonych IUCN ziarnojadek rdzaworzytny od 1994 roku jest klasyfikowany jako gatunek bliski zagrożenia (NT, Near Threatened). Liczebność populacji nie została oszacowana, ale ptak ten opisywany jest jako niezbyt pospolity i występujący plamowo (uncommon and patchily distributed). Zasięg jego występowania według szacunków organizacji BirdLife International obejmuje około 1,794 mln km², z czego tylko 224 tys. km² to tereny lęgowe. BirdLife International uważa, że populacja zmniejsza się ze względu na degradację naturalnych siedlisk oraz odłów w celu nielegalnego handlu.
BirdLife International wymienia aż 41 ostoi ptaków IBA, w których ten gatunek występuje: 4 w Brazylii (m.in. Park Narodowy Emas), 3 w Urugwaju, 2 w Paragwaju, 2 w Boliwii (w tym Park Narodowy Noel Kempff Mercado) i 30 w Argentynie (m.in. Parque Provincial Pampa del Indio, Reserva El Bagual, Park Narodowy Mburucuyá, Park Narodowy Pre-Delta, Valle del río Paraguay-Paraná).